# Castruccio Castracani
Castruccio Castracani   (Lucca, 29 de març de 1281 - Lucca, 3 de setembre de 1328), de la família dels Antelminelli, rics comerciants de Lucca, va ser un condottiero, líder gibel·lí. Va ser nomenat duc de Lucca per Lluís IV de Baviera, a qui va seguir en la seva lluita contra l'església i el papa Joan XXII el va excomunicar.
Nicolau Maquiavel en va escriure una biografia (Vita di Castruccio Castracani), però és més una obra literària que històrica, perquè hi va alterar els fets reals. Presenta Castracani com un heroi sorgit del poble i el situa en llocs on no hi va ser la suposada biografia.